# Jean-Louis Bernié
Jean-Louis Bernié (n. 22 august 1953 în Quérigut) este un om politic francez, membru al Parlamentului European în perioada 1999-2004 din partea Franței. 
1. ↑  Deputații în Parlamentul European
2. 1 2   https://www.cpnt.fr/index.php/actu-politique/item/2176-cpnt-devient-le-mouvement-de-la-ruralite Lipsește sau este vid: |title= (ajutor)